# 大笨猫：火速奇兵
《大笨猫：火速奇兵》是由Choice Provisions开发、Accolade, Inc发行的平台游戏。

## 介绍
讲述的是Oinker P. Hamm要为他的“Amazootorium”捕捉宇宙的每隻动物。所以大笨猫Bubsy决心阻止他虽然它害怕。两个就互相对抗到最后一边胜利，而《大笨猫》系列本身是横版动作游戏。

## 脚注
1. ↑  . Giant Bomb.   [September 20, 2020]. （原始内容存档于2021-07-27）.